# Wilhelm Meisters läroår
Wilhelm Meisters läroår (tyska: Wilhelm Meisters Lehrjahre) är en utvecklingsroman av den tyske författaren Johann Wolfgang von Goethe, utgiven 1795-96. Den handlar om en ung köpman som söker sig till teatervärlden, i ett försök att undkomma vad han upplever som ett tomt borgerligt liv. Boken anses ha grundat genren bildningsroman och var tongivande i romantikens framväxt. Friedrich Schlegel, den ledande kritikern inom den tyska romantiken, jämställde bokens historiska betydelse med den franska revolutionen. Boken gavs ut på svenska 1931 i översättning av Teresia Eurén.
På 1820-talet skrev Goethe en uppföljare, Wilhelm Meisters Wanderjahre ("Wilhelm Meisters vandringsår"). Wilhelm Meisters läroår är förlaga till operan Mignon av Ambroise Thomas. Wim Wenders' film Falsche Bewegung från 1975 är en fri filmatisering av romanen.